# Scoutläger
Ett scoutläger är när en grupp scouter samlas på en äng och bor i till exempel tält och gör en massa aktiviteter. Lägren brukar hållas sommartid och brukar vara från en långhelg till en vecka långa.
Stora, internationella scoutläger kallas för jamboree.